# UDDI
Dragoș Udilă (n. 20 iulie 1987, Iași), cunoscut sub numele de scenă UDDI, este un cântăreț și compozitor român, cunoscut mai ales după apariția sa în emisiunea X Factor (România) în anul 2012, dar și în alte emisiuni televizate precum The Four și Antitalent difuzate pe Antena 1.

## Biografie
Dragoș Udilă s-a născut în Iași, România pe data de 20 Iulie 1987. A absolvit Liceul Tehnologic de Transporturi și Construcții “Angel Saligny” din Iași în anul 2014. 
În anul 2012, Dragoș devine semifinalist în cadrul emisiunii X Factor Romania, acest moment având să fie începutul carierei sale muzicale. 
Participă la emisiunea The Four Romania în 2018 și la Antitalent în anul 2019.

## Cariera muzicală
UDDI a simțit dintotdeauna că muzica reprezintă o parte importantă din viața lui. A început să transmită oamenilor emoții cântând pe stradă, atât vocal cât și la chitară. 
Decizia de a participa la emisiunea X Factor a însemnat o provocare și un pas important în cariera sa muzicală, acesta fiind locul unde a luat primele lecții de canto și unde a avut ocazia să lucreze cu oameni profesioniști. 
Prin devotamentul său pentru muzică, talentul și carisma lui, Dragoș a reușit să se evidențieze, alăturându-se astfel echipei Famous Production și casei de discuri Cat Music. 
În anul 2013 UDDI lansează prima piesă, ‘Ragga Day’ cu Famous Production, urmând apoi diferite colaborări cu artiști români precum: Delia, Andra, Mike Diamonds, Randi, Matteo, Proconsul, Whats Up, Andreea Balan, Puya, Andreea Antonescu, DJ Ryno & Silvia, Blacklist, Jo, J. Yolo, Bibanu, Claudia Pavel, Elena Gheorge, Pacha Man, Alan & Kepa.
Piesa "Aseară ți-am luat basma" în colaborare cu Delia în anul 2015, cât și "Ipotecat" au reprezentat un adevărat succes pe posturile de TV și de radio.

## Discografie
| Artiști                             | Titlu                                | Data               |
| ----------------------------------- | ------------------------------------ | ------------------ |
| UDDI, Delia                         | "Ipotecat"                           | 21 Februarie 2014  |
| UDDI                                | "Aseară ți-am luat basma"            | 12 Mai 2015        |
| UDDI, Matteo                        | "Bună Mărie"                         | 15 Iunie 2017      |
| UDDI, What's UP                     | "Scumpă domnișoară"                  | 12 Noiembrie 2013  |
| UDDI, Jo                            | "Lasă-mă pe mine să te sun"          | 26 Mai 2014        |
| UDDI, Randi, Nadir                  | "Prietena ta"                        | 2 Octombrie 2014   |
| UDDI                                | "Adam si Eva"                        | 16 Octombrie 2014  |
| UDDI, Randi                         | "Vagabontul vieții mele"             | 4 Martie 2016      |
| UDDI, Francisca                     | "Piatra de pe inimă"                 | 5 Martie 2015      |
| UDDI, Andreea Bănică                | "Departamentul de relații"           | 4 Mai 2017         |
| UDDI, Andreea Bălan                 | "Iți mai aduci aminte"               | 21 Septembrie 2017 |
| UDDI, Proconsul                     | "Visele care nu dorm"                | 29 Octombrie 2018  |
| UDDI, Puya                          | "Marfă de export"                    | 24 Martie 2020     |
| UDDI, Alan, Kepa                    | "Ok"                                 | 22 Iulie 2019      |
| UDDI, Blacklist                     | "Pe repeat"                          | 3 Septembrie 2018  |
| UDDI, Pacha man, Clik               | "Pe drumuri diferite"                | 10 Iulie 2018      |
| UDDI, Mike Diamondz                 | "Keep on prayin"                     | 12 Noiembrie 2021  |
| UDDI, Cumicu                        | "Lupta continuă"                     | 22 Iunie 2020      |
| UDDI, Clik                          | "Nopțile calde"                      | 6 Oct 2018         |
| UDDI, Dj Rynno, Silvia              | "Seară de seară"                     | 23 Iulie 2014      |
| UDDI, Cliff Kido                    | "La braț cu tine"                    | 3 Februarie 2020   |
| UDDI, Elena Gheorghe, Adi Cristescu | "Polul nord Polul Nord (Brrrrrr...)" | 9 Decembrie 2014   |
| UDDI, Bibanu, Claudia Pavel         | "Dă mai tare"                        | 7 Mai 2019         |
| UDDI, J Yolo                        | "Dacă mai bem"                       | 11 Aug 2016        |
| UDDI, Sayra                         | "Joc murdar"                         | 19 Mai 2021        |
| UDDI, Miss Mary                     | "Pe numele tău"                      | 6 Octombrie 2016   |
| UDDI, Simone                        | "Drumurile noastre"                  | 5 Decembire 2019   |
| UDDI, Mike Angello, Delia           | "Anii ce vin"                        | 5 Noiembrie 2013   |
| UDDI, Aura B.                       | "Fetele Mele"                        | 30 Noiembrie 2022  |